# Salomè (film 1910)
Salomè è un cortometraggio muto del 1910 diretto da Ugo Falena.

## Trama

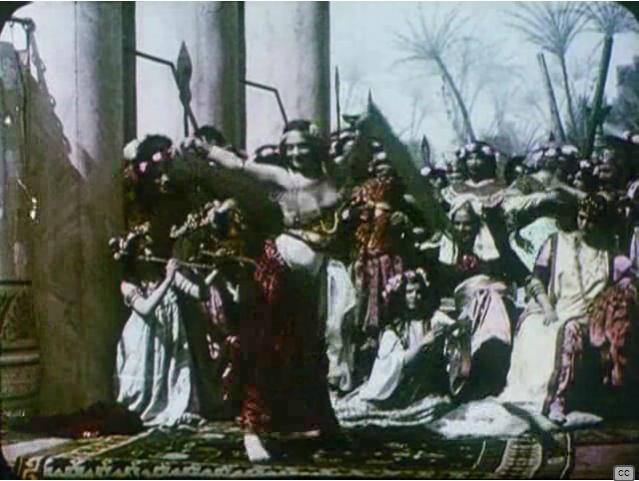
Una scena del film

Per il re Erode, la giovane Salomè esegue la danza dei sette veli. Erode rimasto affascinato dalla donna le fa dono di un "desiderio". La donna reclama allora la testa di Giovanni Battista, che l'ha rifiutata. Infatti, quando egli fu catturato dopo la morte di Cristo, Salomè provò immensa infatuazione nel sentire le parole ingiuriose del profeta rinchiuso in cella. Salomè aveva provato a parlargli, cercando di comunicargli il suo desiderio amoroso, ma il Battista l'aveva respinta ancora di più offendendola e maledicendola.

## Produzione
Il film è a colori, in quanto "colorato" tramite il procedimento denominato Pathécolor.